# Sharon (condado de Litchfield)
Sharon es un lugar designado por el censo ubicado en el condado de Litchfield en el estado estadounidense de Connecticut. En el año 2010 tenía una población de 729 habitantes.

## Geografía
Sharon se encuentra ubicado en las coordenadas 41°52′37″N 73°28′25″O / 41.87694, -73.47361.